# Decenio Internacional de los Afrodescendientes
La Asamblea General de las Naciones Unidas proclama el Decenio Internacional de los Afrodescendientes, que comenzará el 1 de enero de 2015 y terminará el 31 de diciembre de 2024.

## Celebración
El 23 de diciembre de 2013 la Asamblea General de las Naciones Unidas en la Resolución 68/237 "proclama el Decenio Internacional de los Afrodescendientes, que comenzará el 1 de enero de 2015 y terminará el 31 de diciembre de 2024, con el tema “Afrodescendientes: reconocimiento, justicia y desarrollo”, que se inaugurará de forma oficial inmediatamente después del debate general del sexagésimo noveno período de sesiones de la Asamblea General".

Un Decenio dedicado a los afrodescendientes: reconocimiento, justicia y desarrollo
Al proclamar este decenio, la comunidad internacional reconoce que los afrodescendientes representan un grupo específico cuyos derechos humanos deben promoverse y protegerse. Alrededor de 200 millones de personas que se identifican a sí mismos como descendientes de africanos viven en las Américas. Muchos millones más viven en otras partes del mundo, fuera del continente africano.
Organización de las Naciones Unidas

## Objetivos del Decenio Afro
El Decenio se centrará en los objetivos específicos siguientes:
- Promover el respeto, la protección y la realización de todos los derechos humanos y libertades fundamentales de los afrodescendientes, como se reconoce en la Declaración Universal de Derechos Humanos;
- Promover un mayor conocimiento y respeto de la diversidad de la herencia y la cultura de los afrodescendientes y de su contribución al desarrollo de las sociedades;
- Aprobar y fortalecer marcos jurídicos nacionales, regionales e internacionales de conformidad con la Declaración y el Programa de Acción de Durban y la Convención Internacional sobre la Eliminación de todas las Formas de Discriminación Racial, y asegurar su aplicación plena y efectiva.

## Tema del Decenio Internacional de los Afrodescendientes
| Decenio     | Tema                                                       |
| ----------- | ---------------------------------------------------------- |
| 2015 - 2024 | “Afrodescendientes: reconocimiento, justicia y desarrollo” |